# Bryn Alyn
Bryn Alyn es una colina y un área de importante interés científico en Denbighshire, al Norte de Gales, que forma parte de Clwydian Range , área reconocida por su belleza natural. Bryn Alyn radica en la comunidad de Llanarmon-yn-Iâl y colinda al este con el Río Alyn y con el valle de Dyffryn Alyn, los cuales están separados por las principales colinas de Clwydian. A pesar de que la colina está sólo a 408 metros,  su importancia no radica en su altura, sino en los acantilados de piedra caliza, que se pueden ver desde la carretera A494 y desde muchas de las rutas de senderismo en las colinas del sur de Clwydian. Varias áreas naturales de pavimento de piedra caliza se encuentran a lo largo de las colinas. Los puntos claves de acceso a Bryn Alyn son desde los pueblos cercanos de Llanferres y Eryrys. Un panel de información sobre Bryn Alyn puede ser encontrado en el área de descanso en el A494, al sur de Llanferres.